# Angelo Bagnasco
Angelo Bagnasco (nascut el 14 de gener de 1943) és un cardenal italià. Actualment és l'Arquebisbe emèrit de Gènova i el President de l Consell de Conferències Episcopals d'Europa. Va ser elevat al Col·legi cardenalici el 2007.
És considerat com a d'opinions conservadores i un teòleg aliat del seu predecessor a la Conferència Episcopal Italiana, el cardenal Camillo Ruini.

## Biografia
Bagnasco va néixer fill d'Alfredo i Rosa Bagnasco a Pontevico (província de Brescia), on la seva família va ser evacuada durant la Segona Guerra Mundial. Segons afirmà en una entrevista, «vaig esdevenir escolà a la meva parròquia al centre històric de Gènova, a la Piazza Sarzano, quan tenia sis anys. El meu vell rector va ser l'abat Giovanni Battista Gazzolo, primer, i després Monsignor Carlo Viacava, i el seu vicari era un capellà jove Don Gianni Zamiti (Viacava i Zamiti encara eren vius quan Bagnasco esdevingué el seu arquebisbe), que ens vigilava els vespres als locals parroquials quan anàvem a jugar. El desig d'esdevenir prevere va néixer quan estava a l'escola elemental, però no li ho vaig dir a ningú. Després vaig fer l'educació secundària, sempre amb aquell desig al cor.»

### Presbiterat
Estudià al liceu de clàssics del seminari arxidiocesà de Gènova, i va ser ordenat prevere el 29 de juny de 1966 pel cardenal Giuseppe Siri. Mentre que era prevere a Gènova rebé un grau en filosofia per la Universitat de Gènova, serví com a professor de metafísica i ateisme contemporani a la Facultat Teològica del Nord d'Itàlia, i dirigí les oficines arxidiocesanes de litúrgia i catequesi. En una ocasió va ser el representant diocesà a la Federació d'Estudiants Universitaris Italians Catòlics (FUCI), i dirigí els seus esforços cap a la cura pastoral dels estudiants a la regió.

### Carrera episcopal
Bascagno va ser nomenat bisbe de Pesaro el 3 de gener de 1998. Rebé la seva consagració episcopal el 7 de febrer següent de mans de l'arquebisbe Dionigi Tettamanzi, amb els bisbes Gaetano Michetti i Giacomo Barabino servint com a co-consagradors. Bagnasco esdevingué Arquebisbe Metropolità de la mateixa seu l'11 de març de 2000.
Des del 2001 ha ocupat diversos càrrecs a la Conferència Episcopal Italiana, incloent la presidència del comitè administratiu del seu diari Avvenire, i la secretaria per escoles i universitats. El 20 de juny de 2003 va ser nomenat Arquebisbe de l'Ordinariat Militar d'Itàlia. Va descriure el nomenament com a totalment inesperat i que l'acceptà «amb sorpresa i basarda. En primer lloc, perquè el món militar m'era completament desconegut, i perquè es tractava d'una gran diòcesi, cobrint tot el país i més enllà, amb els nostres soldats en missions a països estrangers.»

### Arquebisbe de Gènova
Després de la dimissió de Tarcisio Bertone, Bagnasco va ser nomenat Arquebisbe de Gènova el 29 d'agost de 2006. S'instal·là el 24 de setembre següent. Defensà el Papa Benet XVI a la controvèrsia de Regensburg.
El 7 de març de 2007, Benet XVI trià Bagnasco com a successor de Camillo Ruini com a President de la Conferència Episcopal Italiana per a un període de 5 anys. «L'elecció és un compromís entre els dos polítics que més influeixen en Benet: Bagnasco és un "ruiniita" confirmat, però a Bertone li agrada.»
El 27 de juny de 2007, l'arquebisbe Bagnasco, conjuntament amb diversos prelats més, assistí a una trobada al Palau Apostòlic, en la que es va fer el motu proprio pel qual Benet XVI permetia més àmpliament la celebració de la Missa Tridentina. Dos dies després d'aquesta reunió, el 29 de juny, Bagnasco i 45 bisbes més van rebre el pal·li de mans de Benet XVI a la Basílica de Sant Pere.

### Cardenalat i nomenaments curials
El 17 d'octubre de 2007 el Papa Benet anuncià que Bagnasco seria creat cardenal en un consistori el 24 de novembre. Va ser creat cardenal prevere de Gran Madre di Dio. El 18 de juny de 2008, a més de les seves tasques com a arquebisbe de Gènova, Benet XVI el nomenà membre de les congregacions pel Culte Diví i la Disciplina dels Sagraments i per a les Esglésies Orientals. També el 2008 Bagnasco va ser nomenat per Benet XVI per a la Congregació per als Bisbes. Després de l'elecció del Papa Francesc el 2013 s'ajustà el personal de la Congregació per als Bisbes, i Bagnasco no va ser reconfirmat per a la congregació.
Bagnasco participà en el conclave de 2013 que elegí el Papa Francesc, i va ser vist com un possible candidat pel Papat (papabili) per alguns mitjans per la seva posició declarada contra l'ampliació del "matrimoni" per incloure-hi parelles del mateix sexe. D'acord amb el dret canònic, Bagnasco podrà participar en qualsevol conclave que comenci abans del seu 80è aniversari, el 14 de gener de 2023.
És arquebisbe emèrit de Gènova des del 8 de maig de 2020.

## Opinions

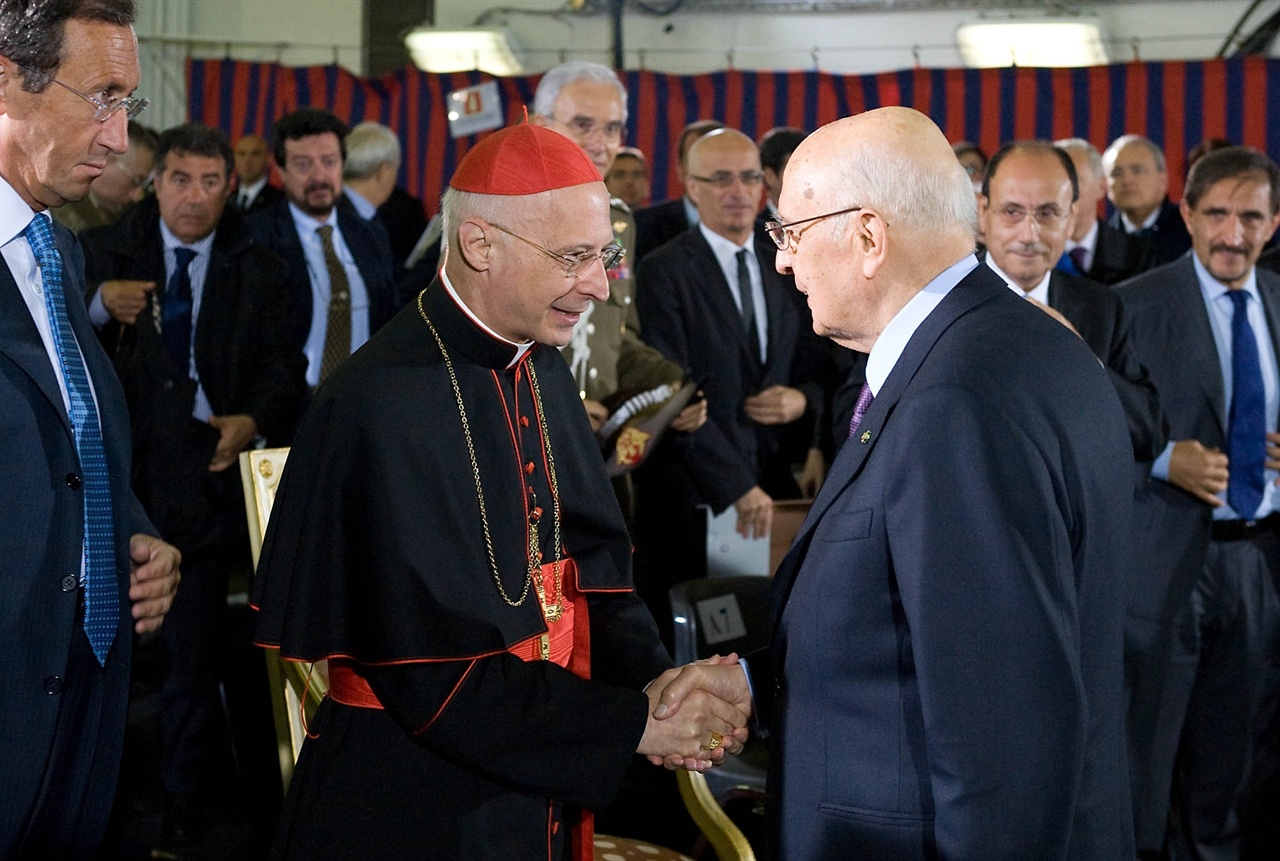
El Cardenal Bagnasco amb el President de la República Italiana Giorgio Napolitano.

### Avortament
El cardenal Bagnasco ha mostrat una total oposició a l'avortament, especialment vers la píndola RU-486, que té efectes abortius sobre el fetus.

### Condemna de les unions homosexuals
A l'abril de 2007, després de condemnar el matrimoni homosexual, afirmant que «Per què dir "no" a les formes de co-habitació legalment reconegudes on es creen alternatives a la família? Per què dir "no" a l'incest? Per què dir "no" al Partit Pedòfil holandès?» Bagnasco suposadament es trobà sent el blanc d'amenaces de mort. El departament de policia de Gènova, si bé afirmà que no existia cap motiu seriós de preocupació, li assigna un oficial armat per protegir-lo.
Alfonso Pecoraro Scanio, del Partit Verd Italià, que dona suport als drets homosexuals, va dir que Bagnasco va fer una «greu comparació que ofèn milions de persones.» Els bisbes italians han demanat als polítics catòlics que votin contra la llei que donarà drets en àrees com l'assistència sanitària o l'herència a les parelles no casades (incloent les homosexuals) que registrin la seva relació.

### Doctrina social
Bagnasco afirmà que tothom té el dret de ser empleat. També advertí que la flexibilitat de la massa laboral ha de ser limitada.

### Transparència política
El 15 de febrer de 2011 afirmà que «la transparència és una valor necessari a tot nivell pel bé del país»

## Honors
Balí Gran Creu de Cavaller d'Honor i Devoció pels Cardenals de la Santa Església Romana
 Gran Creu de Cavaller de l'orde del Sant Sepulcre de Jerusalem